# Paolo Pezzi
Paolo Pezzi FSCB (ur. 8 sierpnia 1960 w Russi) – włoski duchowny katolicki w Bractwie Kapłańskim Misjonarzy św. Karola Boromeusza, arcybiskup rzymskokatolickiej Archidiecezji Matki Bożej w Moskwie.

## Życiorys
Studiował teologię i filozofię na Papieskim Uniwersytecie św. Tomasza z Akwinu (Angelicum). 22 grudnia 1990 przyjął święcenia kapłańskie z rąk kardynała Ugo Polettiego jako członek Bractwa Kapłańskiego Misjonarzy św. Karola Boromeusza. Następnie po studiach specjalistycznych na Papieskim Uniwersytecie Gregoriańskim uzyskał stopień doktora teologii pastoralnej na podstawie rozprawy o katolikach na Syberii. Zna języki: rosyjski, angielski, hiszpański, francuski i włoski.
Był wydawcą gazety katolickiej, dziekanem środkowej Syberii (diecezja Przemienienia Pańskiego w Nowosybirsku) oraz wikariuszem generalnym Bractwa Kapłańskiego Misjonarzy św. Karola Boromeusza. Kieruje ruchem Komunia i Wyzwolenie w Rosji. Od 2004 był wykładowcą, a od 2006 rektorem seminarium duchownego w Petersburgu.
21 września 2007 został mianowany arcybiskupem metropolitą Moskwy, zaś 27 października 2007 podczas ingresu przyjął w moskiewskiej katedrze sakrę biskupią z rąk swojego poprzednika, Tadeusza Kondrusiewicza, obejmując tym samym rządy w archidiecezji.
Od 2011 przez dwie kolejne trzyletnie kadencje był przewodniczącym Katolickiej Konferencji Episkopatu Rosji. W 2020 ponownie został wybrany przewodniczącym tejże konferencji.